# Katy O'Brian
Katy M. O'Brian (Indianapolis, 12 februari 1989) is een Amerikaans actrice. Ze speelde in diverse films en series, waaronder The Walking Dead, The Mandalorian en Ant-Man and the Wasp: Quantumania.

## Filmografie

### Film
- 2012: Student Seven, als SIG Raider
- 2015: Submerge: Ni're Reborn, als E'lan
- 2015: Remedy of a Killer, als Nancy
- 2016: Richard Watson Files, als Emma Simms
- 2019: Power Rangers: Zenith, als Aisha
- 2019: Gnawbone, als Lisa
- 2019: Fantasy, als Kelly
- 2020: Sidewinder, als hulpsheriff Harris
- 2021: Sweet Girl, als televisiepresentatrice
- 2023: Ant-Man and the Wasp: Quantumania, als Jentorra
- 2024: Love Lies Bleeding, als Jackie
- 2024: Twisters, als Dani
- 2025: Mission: Impossible – The Final Reckoning, als Kodiak

### Televisie
- 2017: Tosh.0, als softbalspeler
- 2017: Halt and Catch Fire, als barvrouw
- 2017-2018: The Walking Dead, als Katy
- 2018: How to Get Away with Murder, als kassière
- 2018: Z Nation, als Georgia "George" St. Clair
- 2019-2020: Black Lightning, als majoor Sara Grey
- 2020: Agents of S.H.I.E.L.D., als Kimball
- 2020: Westworld, als eerste hulpverlener
- 2020-2023: The Mandalorian, als Elia Kane
- 2021: Magnum P.I., als Kai Durell
- 2021: The Rookie, als Katie Barnes
- 2024: Candela Obscura, als Synamynt